# Distretto di El Tarf
Il distretto di El Tarf è un distretto della provincia di El Tarf, in Algeria, con capoluogo El Tarf.

## Comuni
Il distretto di El Tarf comprende 4 comuni:
- El Tarf
- Aïn El Assel
- Bougous
- Zitouna